# Jean Baptiste Genty
Pour les articles homonymes, voir Genty.
 (juin 2008).
Jean-Baptiste Genty était un peintre et miniaturiste français né le 30 septembre 1767 à Andonville dans la province de l'Orléanais (actuel département du Loiret) et décédé le 21 novembre 1825 à l'hôpital de la Charité à Paris.

## Biographie
Jean-Baptiste Genty fut, à Paris, l'élève de Jacques-Louis David.
Il avait un atelier au 32 de la rue du Faubourg-Montmartre et débuta au salon de 1799.

## Envois aux salons
- 1799,
  - Portrait d'un enfant tenant une corbeille de fleurs,
  - Portrait du citoyen Malbeste artiste, dessin,
  - Portrait du citoyen Genty dans son atelier, occupé à faire un tableau. Derrière la toile est la Misère, représentée sous la figure d'une femme rongeant un os[3]; dessin.
- 1801 Plusieurs portraits sous le même numéro.
- 1808, Un portrait d'homme, miniature.